# باشگاه فوتبال زنان اوراوا رد دایموندز
باشگاه فوتبال زنان اوراوا رد دایموندز نام یکی از تیم های حرفه ای فوتبال We لیگ زنان در شهر سایتاما در کشور ژاپن است